# Cuenca (Ecuador)
 For alternative betydninger, se Cuenca. (Se også artikler, som begynder med Cuenca)
Cuenca er Ecuadors tredjestørste by og hovedstad i provinsen Azuay. Byen blev ifølge den spanske historiker Diego Hurtado de Mendoza grundlagt i år 1557. Cuencas historiske centrum er på UNESCOs verdensarvsliste. 